# باشگاه اورلینگام
باشگاه اورلینگام (انگلیسی: The Hurlingham Club) یک باشگاه ورزشی و اجتماعی منحصر به فرد واقع در فولام، لندن، انگلستان است. این باشگاه در یک زمین ۴۲ هکتاری قرار دارد. این باشگاه عضو انجمن باشگاه‌های لندن است.